# Team Felbermayr-Simplon Wels
El Team Felbermayr-Simplon Wels (codi UCI: RSW), conegut anteriorment com a Radclub-Resch, Arbö o Gourmetfein Simplon, és un equip ciclista austríac de categoria continental. Creat el 2004, l'any següent va començar a competir als circuits continentals de ciclisme. A finals de 2024 es queda sense patrocinador i l'equip desapareix.

## Principals victòries
- Tobago Cycling Classic: Riccardo Zoidl (2011)
- Istrian Spring Trophy: Markus Eibegger (2012)
- Circuit de les Ardenes: Riccardo Zoidl (2013)
- Tour de Bretanya: Riccardo Zoidl (2013)
- Gran Premi Raiffeisen: Riccardo Zoidl (2013), Gregor Mühlberger (2015)
- Volta de l'Alta Àustria: Riccardo Zoidl (2013), Patrick Konrad (2014), Gregor Mühlberger (2015), Stephan Rabitsch (2016, 2017)
- Volta a Àustria: Riccardo Zoidl (2013)
- Gran Premi Kranj: Lukas Pöstlberger (2013)
- Croàcia-Eslovènia: Riccardo Zoidl (2013), Jannik Steimle (2016)
- Roine-Alps Isera Tour: Matija Kvasina (2014)
- Gran Premi de Sarajevo: Matej Marin (2014)
- Gran Premi Laguna: Michael Gogl (2015)
- Gran Premi d'Izola: Gregor Mühlberger (2015)
- Trofeu Banca Popolare di Vicenza: Felix Großschartner (2015)
- Tour de l'Azerbaidjan: Markus Eibegger (2016)
- Fletxa del sud: Matija Kvasina (2017)

### Grans Voltes
- Tour de França
  - 0 participacions

- Giro d'Itàlia
  - 0 participacions

- Volta a Espanya
  - 0 participacions

## Composició de l'equip
| \| Llista de l'equip 2016 \| Llista de l'equip 2016 \| Llista de l'equip 2016 \| Llista de l'equip 2016 \| \| Ciclista \| Data de naixement \| Equip previ \| \| \| --------------------------------------- \| ---------------------- \| -------------------------------------- \| ---------------------- \| \| Daniel Auer \| 26 de octubre de 1994 \| WSA-Greenlife (2015) \| \| \| Daniel Biedermann \| 24 de març de 1993 \| \| \| \| Markus Eibegger \| 16 de octubre de 1984 \| Synergy Baku Cycling Project (2015) \| \| \| Stephan Rabitsch \| 28 de juny de 1991 \| Amplatz-BMC (2014) \| \| \| Johannes Schinnagel \| 29 de maig de 1996 \| \| \| \| Daniel Schorn \| 21 de octubre de 1988 \| Bora-Argon 18 (2015) \| \| \| Jannik Steimle \| 4 de abril de 1996 \| \| \| \| Andreas Walzel \| 3 de març de 1995 \| Team Vorarlberg (2015) \| \| \| Johannes Weber \| 30 de juliol de 1994 \| Team Stuttgart (2015) \| \| \| Lukas Zeller \| 20 de setembre de 1994 \| Arbö Gebrüder Weiss-Oberndorfer (2013) \| \| \| Georg Zimmermann \| 11 de octubre de 1997 \| \| \| \| James McLaughlin (17 de març–31 de des) \| 2 de octubre de 1990 \| Madison Genesis (2015) \| \| \| \| \| \| \| \| Fonts: ProCyclingStats Cycling Archives \| \| \| \| |                        |                                        |  |
| Llista de l'equip 2016 |                        |                                        |  |
| Ciclista | Data de naixement      | Equip previ                            |  |
| Daniel Auer | 26 de octubre de 1994  | WSA-Greenlife (2015)                   |  |
| Daniel Biedermann | 24 de març de 1993     |                                        |  |
| Markus Eibegger | 16 de octubre de 1984  | Synergy Baku Cycling Project (2015)    |  |
| Stephan Rabitsch | 28 de juny de 1991     | Amplatz-BMC (2014)                     |  |
| Johannes Schinnagel | 29 de maig de 1996     |                                        |  |
| Daniel Schorn | 21 de octubre de 1988  | Bora-Argon 18 (2015)                   |  |
| Jannik Steimle | 4 de abril de 1996     |                                        |  |
| Andreas Walzel | 3 de març de 1995      | Team Vorarlberg (2015)                 |  |
| Johannes Weber | 30 de juliol de 1994   | Team Stuttgart (2015)                  |  |
| Lukas Zeller | 20 de setembre de 1994 | Arbö Gebrüder Weiss-Oberndorfer (2013) |  |
| Georg Zimmermann | 11 de octubre de 1997  |                                        |  |
| James McLaughlin (17 de març–31 de des) | 2 de octubre de 1990   | Madison Genesis (2015)                 |  |
| |                        |                                        |  |
| Fonts: ProCyclingStats Cycling Archives |                        |                                        |  |

| \| Llista de l'equip 2017 \| Llista de l'equip 2017 \| Llista de l'equip 2017 \| Llista de l'equip 2017 \| \| Ciclista \| Data de naixement \| Equip previ \| \| \| ---------------------- \| ---------------------- \| ----------------------------------- \| ---------------------- \| \| Daniel Auer \| 26 de octubre de 1994 \| WSA-Greenlife (2015) \| \| \| Markus Eibegger \| 16 de octubre de 1984 \| Synergy Baku Cycling Project (2015) \| \| \| Matija Kvasina \| 4 de desembre de 1981 \| Synergy Baku Cycling Project (2016) \| \| \| Daniel Lehner \| 14 de abril de 1994 \| Team Vorarlberg (2016) \| \| \| Matthias Mangertseder \| 24 de novembre de 1998 \| \| \| \| Marcel Neuhauser \| 25 de febrer de 1997 \| Tirol Cycling Team (2016) \| \| \| Stephan Rabitsch \| 28 de juny de 1991 \| Amplatz-BMC (2014) \| \| \| Johannes Schinnagel \| 29 de maig de 1996 \| \| \| \| Lukas Schlemmer \| 5 de març de 1995 \| WSA-Greenlife (2016) \| \| \| Jannik Steimle \| 4 de abril de 1996 \| \| \| \| Georg Zimmermann \| 11 de octubre de 1997 \| \| \| \| Riccardo Zoidl \| 8 de abril de 1988 \| Trek-Segafredo (2016) \| \| \| \| \| \| \| \| Font: ProCyclingStats \| \| \| \| |                        |                                     |  |
| Llista de l'equip 2017 |                        |                                     |  |
| Ciclista | Data de naixement      | Equip previ                         |  |
| Daniel Auer | 26 de octubre de 1994  | WSA-Greenlife (2015)                |  |
| Markus Eibegger | 16 de octubre de 1984  | Synergy Baku Cycling Project (2015) |  |
| Matija Kvasina | 4 de desembre de 1981  | Synergy Baku Cycling Project (2016) |  |
| Daniel Lehner | 14 de abril de 1994    | Team Vorarlberg (2016)              |  |
| Matthias Mangertseder | 24 de novembre de 1998 |                                     |  |
| Marcel Neuhauser | 25 de febrer de 1997   | Tirol Cycling Team (2016)           |  |
| Stephan Rabitsch | 28 de juny de 1991     | Amplatz-BMC (2014)                  |  |
| Johannes Schinnagel | 29 de maig de 1996     |                                     |  |
| Lukas Schlemmer | 5 de març de 1995      | WSA-Greenlife (2016)                |  |
| Jannik Steimle | 4 de abril de 1996     |                                     |  |
| Georg Zimmermann | 11 de octubre de 1997  |                                     |  |
| Riccardo Zoidl | 8 de abril de 1988     | Trek-Segafredo (2016)               |  |
| |                        |                                     |  |
| Font: ProCyclingStats |                        |                                     |  |

## Classificacions UCI

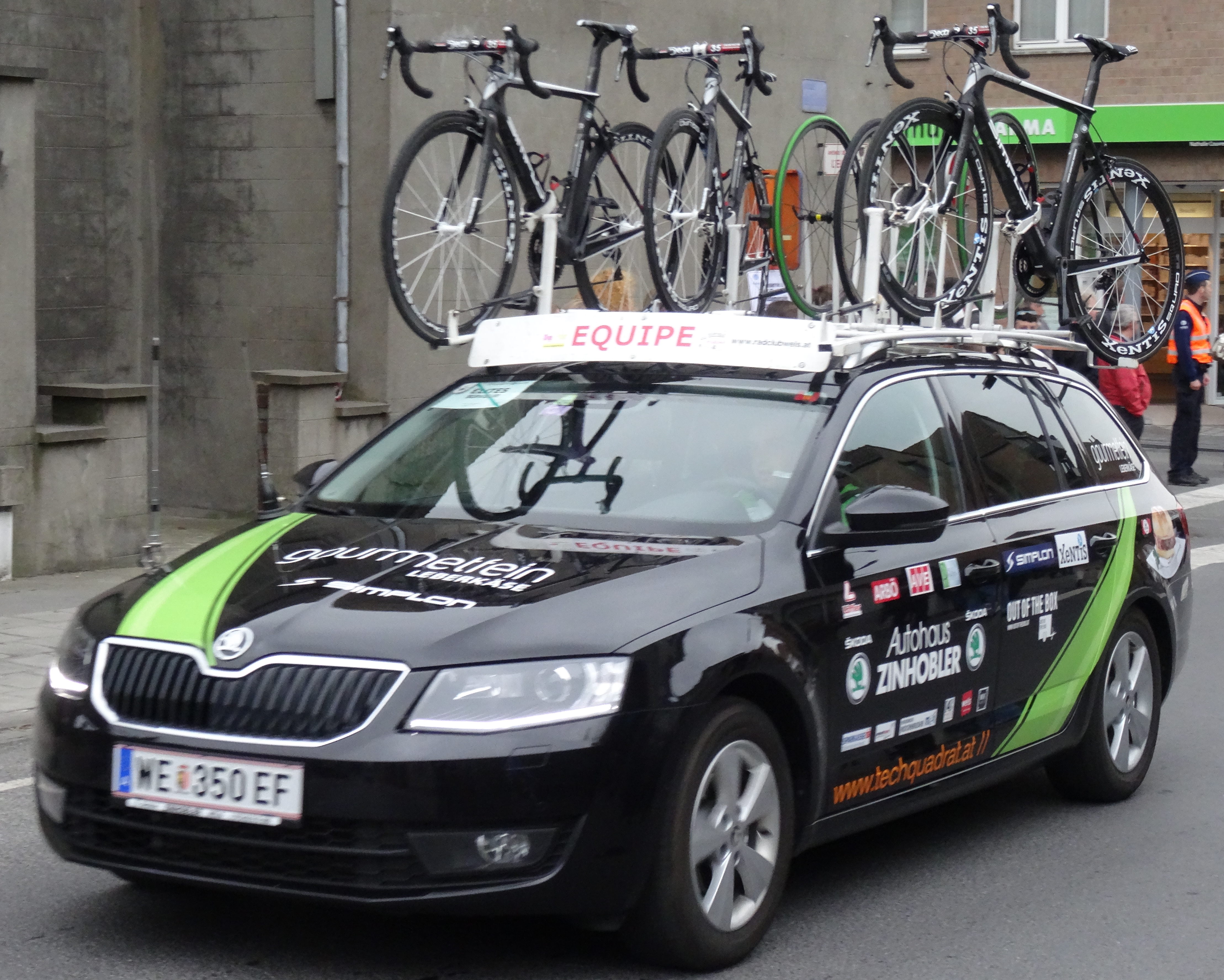
Vehicle d'assistència al 2014

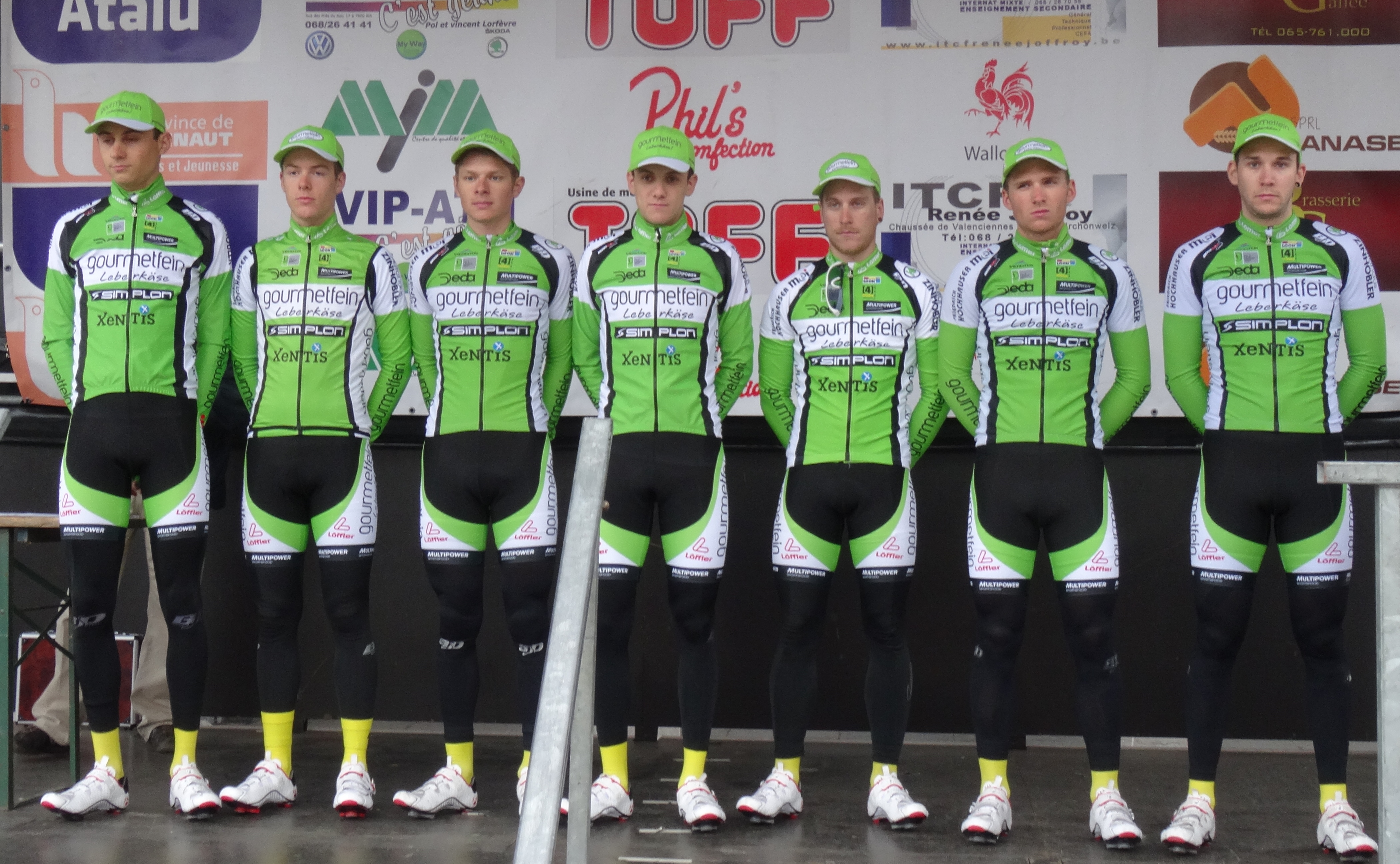
L'equip al 2014

Fins al 1998 els equips ciclistes es trobaven classificats dins l'UCI en una única categoria. El 1999 la classificació UCI per equips es dividí entre GSI, GSII i GSIII. D'acord amb aquesta classificació els Grups Esportius I són la primera categoria dels equips ciclistes professionals. La següent classificació estableix la posició de l'equip en finalitzar la temporada.
| Temporada | Classificació per equips | Millor ciclista en la classificació individual |
| --------- | ------------------------ | ---------------------------------------------- |
| 2004      | 47è (GSIII)              | Maurizio Vandelli (599è)                       |

L'equip participa en les proves dels circuits continentals i principalment en les curses del calendari de l'UCI Europa Tour.
UCI Amèrica Tour
| Temporada | Classificació per equips | Millor ciclista en la classificació individual |
| --------- | ------------------------ | ---------------------------------------------- |
| 2012      | 27è                      | Riccardo Zoidl (70è)                           |

UCI Àsia Tour
| Temporada | Classificació per equips | Millor ciclista en la classificació individual |
| --------- | ------------------------ | ---------------------------------------------- |
| 2014      | 71è                      | Mario Schoibl (230è)                           |
| 2016      | 88è                      | Daniel Auer (512è)                             |

UCI Europa Tour
| Temporada | Classificació per equips | Millor ciclista en la classificació individual |
| --------- | ------------------------ | ---------------------------------------------- |
| 2005      | 97è                      | Maurizio Vandelli (462è)                       |
| 2006      | 98è                      | Marco Leonardo Orregia (571è)                  |
| 2007      | 98è                      | Mario Höller (712è)                            |
| 2008      | 107è                     | Michael Pichler (812è)                         |
| 2009      | 80è                      | Martin Riška (381è)                            |
| 2010      | 87è                      | Rupert Probst (567è)                           |
| 2011      | 85è                      | Riccardo Zoidl (301è)                          |
| 2012      | 51è                      | Riccardo Zoidl (206è)                          |
| 2013      | 5è                       | Riccardo Zoidl (1r)                            |
| 2014      | 28è                      | Patrick Konrad (58è)                           |
| 2015      | 21è                      | Gregor Mühlberger (28è)                        |
| 2016      | 32è                      | Markus Eibegger (75è)                          |
| 2017      | 42è                      | Riccardo Zoidl (195è)                          |